# Eduard Abington
 Eduard Abington  (Inglaterra  — 1586) foi um nobre e político inglês que ficou famoso por ter tomado parte na conspiração contra a rainha Elizabeth I de Inglaterra e foi executado em 1586. 